# Platypalpus rossicus
Platypalpus rossicus is een vliegensoort uit de familie van de Hybotidae. De wetenschappelijke naam van de soort is voor het eerst geldig gepubliceerd in 1977 door Kovalev.